# 大邱広域市地下鉄公社1000系電車
1000系電車（1000けいでんしゃ）は、1997年11月26日の開業に併せて営業運転を開始した大邱交通公社（旧大邱広域市地下鉄公社、大邱都市鉄道公社）1号線の通勤形電車である。

## 概要
1996年~1997年に落成。すべての車両が韓進重工業で製造された。
2003年2月18日に起きた中央路駅での放火事件を受け、1000系電車はもちろん韓国の地下鉄車両すべてに不燃化工事が施工された。この事件の影響で2編成が廃車となったが、被災車両のうち3両が大邱市内にある「大邱市民安全テーマパーク」に保存されている。
2018年と2024年に路線延伸が行われたが、もともと導入した車両数が多く、延伸後の運用も十分な車両数であったことから、延伸に合わせた増車は行われていない。また、本車両は導入から26年以上が経過しているが、車両品質が良好なため2035年までの運行が可能となっている。2035年には、車両の置き換えに加えて、新型の保安装置「KTCS-M」に切り替えられる。

## 編成別 搭載VVVF
・シーメンスGTO-VVVF

102~108, 110~117, 119~123, 125~129, 131~135編成
2017年に101編成がタウォンシス製IGBT-VVVFに機器更新されたのを皮切りに、以下の編成にも機器更新が施工された。
・タウォンシスIGBT-VVVF

101, 109, 124, 136編成

## 編成
現在は、6両で1編成で運行されている通勤形電車であり、今後8両化される計画がある。
| 客車番号 | 搭載された電装品 |
| -------- | ---------------- |
| 11XX     | Tc1              |
| 12XX     | M1               |
| 14XX     | T1               |
| 16XX     | M1               |
| 17XX     | M2               |
| 18XX     | Tc2              |